# Ernst Wide
Ernst Theodor Wide (Stoccolma, 9 novembre 1888 – Stoccolma, 8 aprile 1950) è stato un mezzofondista svedese.

## Palmarès
- Argento a Stoccolma 1912 nei 3000 metri piani a squadre.